# Tony Duquette
Tony Duquette (11 de junio de 1914 – 9 de septiembre de 1999) era un artista americano especializado en diseños para teatro y cine.

## Biografía

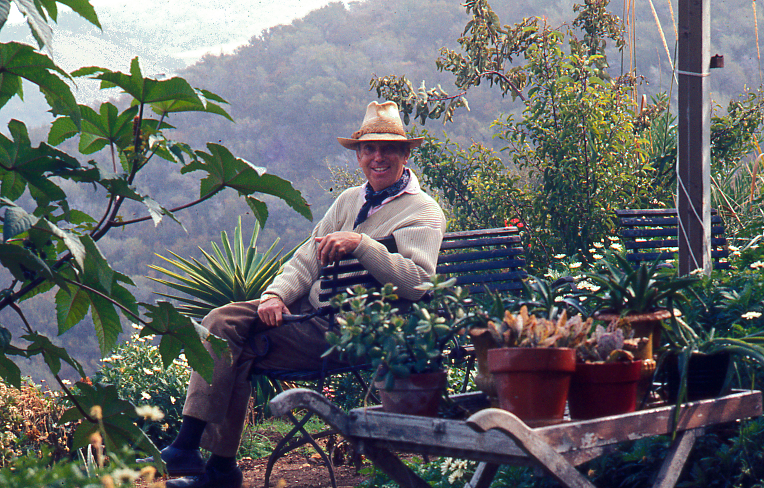
Duquette En su rancho de Malibu

Duquette Nació en Los Ángeles, California. Como estudiante, Duquette ganó becas en el Chouinard Instituto de Arte y en La Escuela de Teatro de Yale. Después de graduarse en Chouinard, trabajó en publicidad, creando entornos para las últimas tendencias. También trabajó para diseñadores como William Haines, James Pendleton y Adrian. Durante este tiempo Duquette fue descubierto por la diseñadora Elsie de Wolfe. A través del patronazgo de Wolfe y su marido Charles Mendl, Duquette se estableció como uno de los diseñadores principales en Los Ángeles. Trabajó cada vez más para películas, incluyendo muchas de Metro Goldwyn Mayer, producciones bajo los auspicios del productor Arthur Freed y el director Vincente Minnelli.

## Carrera

### 1935–1946

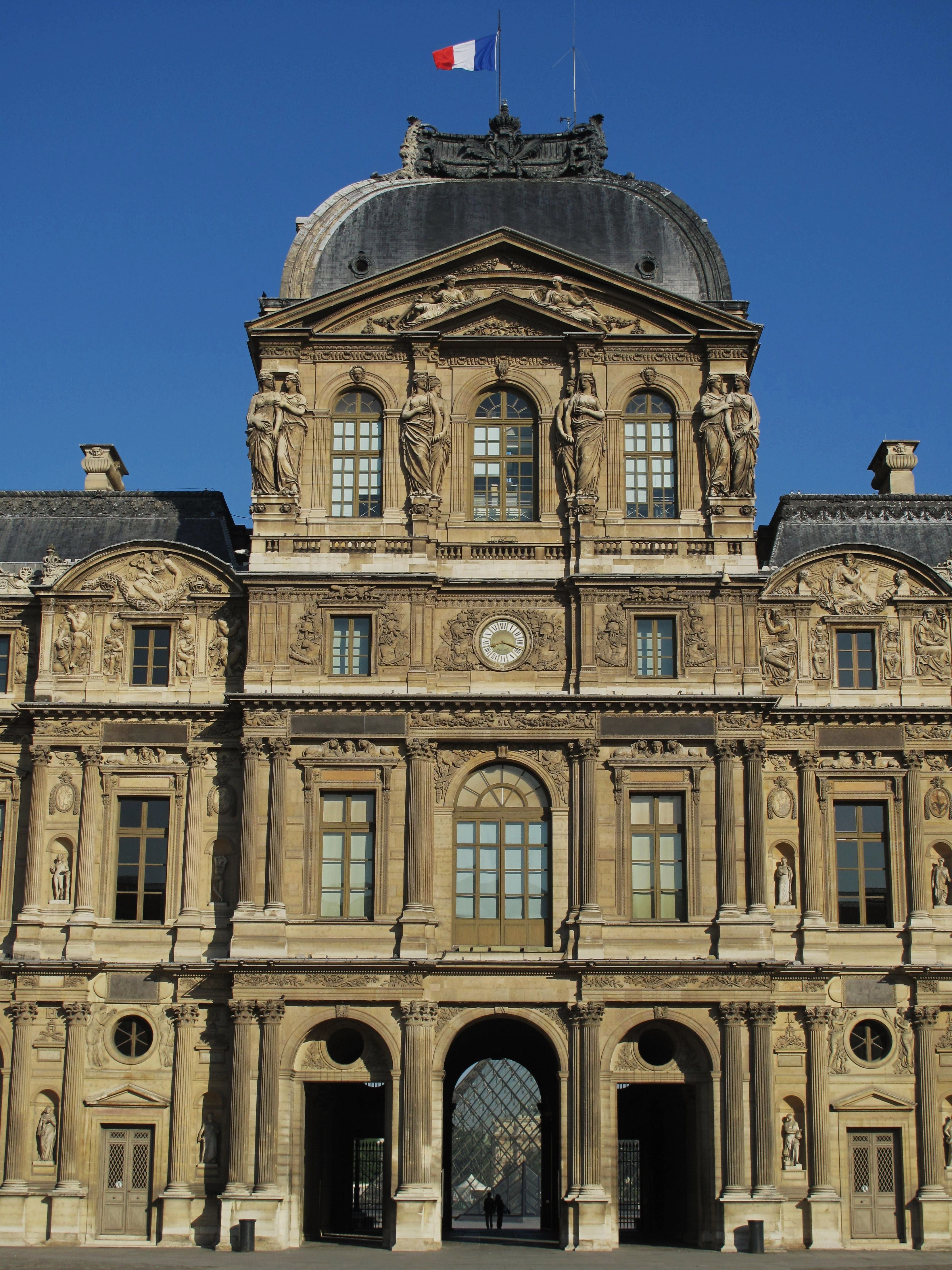
Duquette Presentó algunos de su trabajo en el Louvre durante la postguerra.

Duquette Diseñó trajes y decorados para las películas, interiores para Mary Pickford y Buddy Rogers, joyas y muebles para la Señora Mendl, así como para clubes y sitios públicos. Sirvió en el Ejército de Estados Unidos durante cuatro años durante la Segunda Guerra Mundial y recibió una distinción. Después de la liberación de París,  acompañó al Señor y Señora Mendl en su viaje de regreso a Europa e hizo amigos.

### 1947–1960
A su regreso de Europa en 1947, Duquette continuó sus trabajos para clientes privados y para el teatro y el cine. Presentó su primera exposición en la Galería Mitch Liesen en Los Ángeles y después en el Pabellón de Marsan del Museo de Louvre, París. Duquette Era el primer artista americano en tener una muestra en el Louvre. Regresando tras un año en Francia, donde recibió encargos del Duque y Duquesa de Windsor y el Alsatian industrialist Commandant Paul Louis Weiller, Duquette expuso sus trabajos en el Museo de Condado del Los Ángeles de Arte.
En 1956, con su mujer Elizabeth,  abrió un salón en los reconvertidos estudios la actriz Norma Talmadge, donde entretuvieron a amigos como Arthur Rubenstein, Aldous Huxley, Jascha Heifitz y Greta Garbo.

### 1960s–1970s
Los Duquette continuaron viajando y trabajando en Austria, Irlanda y Francia así como Nueva York, Dallas, San Francisco, Asia y América Del sur. Duquette Creó interiores para Doris Duke, Norton Simon, y J. Paul Getty, un castillo en Irlanda para Elizabeth Arden y una cabaña en las Islas hawaiianas. También diseñó interiores para espacios comerciales y públicos como el Hilton Pueblo hawaiiano, Sheraton Hotel Universal, y esculturas y tapices para el Ritz Carlton Hotel en Chicago así como el Centro de Música del Los Ángeles y la Universidad de California en Los Ángeles. Los diseños para películas y teatro incluyen Yolanda y el Ladrón, Precioso de Mirar, Kismet, y Ziegfeld Follies para MGM, así como Broma de Tarjetas, Bella y la Bestia, y Danses Concertantes para el Ballet de San Francisco. Óperas para qué Duquette diseñó ambos trajes y los encuadres incluyen Der Rosenkavelier, La Flauta Mágica, y Salome. Su diseño para la producción de Broadway Camelot ganó el Tony Premio a Diseño de Vestuario.
Su monumental trabajo de arte en Nuestra Reina Señora de los Ángeles estuvo creado como regalo a las personas de Los Ángeles en honor de aquella ciudad y en celebración de su bicentenario. Esta multi-sensorial exposición fue vista por centenares de miles de visitantes en el Museo Estatal de Ciencia e Industria en Exposition Park. La experiencia incluía textos de Ray Bradbury narrados por Charlton Heston, música de Garth Hudson y una inmensa Madonna de 18 pies rodeada por ángeles y cuyo color facial cambiaba para representar a las cuatro razas humanas. Duquette Investigó y aprendió que cada religión mundial importante (católico, judío, musulmán, budista, Hindu) cree en los mismos ocho arcángeles. " Es mi esperanza que este espectáculo transportará el espectador a otra dimensión."

## Vida personal

### Matrimonio
En 1949, Duquette se casó con Elizabeth "Beegle" Johnstone en una ceremonia privada en Pickfair, con Mary Pickford como madrina y Buddy Rogers como padrino. Asistieron celebridades de Hollywood como Gloria Swanson, Greta Garbo, Fred Astaire, Vincente Minnelli, Louella Parsons, Hedda Tolva, Oscar Levant, Vernon Duque, y Marion Davies. Después de 46 años de matrimonio y colaboración artística con Duquette, Elizabeth murió de Parkinson en Los Ángeles. 

### Muerte
El 9 de septiembre de 1999, Duquette murió de un ataque al corazón en UCLA Centro Médico en Los Ángeles. Tenía 85 años .

## Legado
Su casa en Beverly Hills, "Dawnridge", continúa como sede para su negocio de diseño, al mando de Hutton Wilkinson.